# Плеханово (Кунгурский район)
Плеханово — село в Пермском крае России. 
Входит в Кунгурский район в рамках административно-территориального устройства и в Кунгурский муниципальный округ в рамках организации местного самоуправления.

## География
Расположено на левом берегу Шаквы в 5-6 км к северо-востоку от центра Кунгура и в 70-75 км к юго-востоку от Перми. Находится в излучине реки, с трёх сторон окружено водой.
Через село проходит автодорога Кунгур — Серга (на Сылву).

## Население
| 2010 | 2021  |
| ---- | ----- |
| 2222 | ↗3033 |

Национальный состав: русские — 97 % (2002).

## История
Село известно с 1679 года. Вблизи села находится могильник Плеханово I — археологический памятник харинской культуры IV—VI вв..
С 2004 до 2020 гг. село было административным центром Плехановского сельского поселения Кунгурского муниципального района.